# Gran Premio di superbike di Phillip Island 2008
Il Gran Premio di superbike d'Australia 2008 è la seconda prova del mondiale superbike 2008, nello stesso fine settimana si corre il secondo gran premio stagionale del mondiale supersport 2008.

## Superbike
Le classifiche del Campionato mondiale Superbike sono le seguenti:

### Superpole
Il secondo appuntamento si tiene in Australia, la gara di casa per Bayliss, e l'australiano riesce ad ottenere la pole position.
I primi sedici piloti partecipano alla superpole i restanti si qualificano con il miglior tempo ottenuto nelle due sessioni di qualifica.
| Pos. | Nº  | Naz.                 | Pilota             | Squadra                        | Motocicletta      | Sess. 1  | Sess. 2  | Giri | Superpole | Tempo    | Gap   | Avg     |
| ---- | --- | -------------------- | ------------------ | ------------------------------ | ----------------- | -------- | -------- | ---- | --------- | -------- | ----- | ------- |
| 1º   | 21  | Australia (bandiera) | Troy Bayliss       | Ducati Xerox                   | Ducati 1098 F08   | 1'32.374 | 1'32.127 | 55   | 1'31.493  | 1'31.493 |       | 174,899 |
| 2º   | 11  | Australia (bandiera) | Troy Corser        | Yamaha Motor Italia WSB        | Yamaha YZF-R1     | 1'32.336 | 1'32.151 | 45   | 1'32.011  | 1'32.011 | 0.518 | 173,914 |
| 3º   | 84  | Italia (bandiera)    | Michel Fabrizio    | Ducati Xerox                   | Ducati 1098 F08   | 1'32.570 | 1'32.227 | 52   | 1'32.164  | 1'32.164 | 0.671 | 173,625 |
| 4º   | 7   | Spagna (bandiera)    | Carlos Checa       | Hannspree Ten Kate Honda       | Honda CBR1000RR   | 1'33.283 | 1'32.447 | 51   | 1'32.373  | 1'32.373 | 0.880 | 173,232 |
| 5º   | 10  | Spagna (bandiera)    | Fonsi Nieto        | Suzuki Alstare                 | Suzuki GSX-R 1000 | 1'33.269 | 1'32.737 | 48   | 1'32.711  | 1'32.711 | 1.218 | 172,601 |
| 6º   | 96  | Rep. Ceca (bandiera) | Jakub Smrž         | Guandalini Racing by Grifo's   | Ducati 1098 RS 08 | 1'32.827 | 1'32.511 | 43   | 1'32.714  | 1'32.714 | 1.221 | 172,595 |
| 7º   | 41  | Giappone (bandiera)  | Noriyuki Haga      | Yamaha Motor Italia WSB        | Yamaha YZF-R1     | 1'33.588 | 1'32.837 | 48   | 1'32.728  | 1'32.728 | 1.235 | 172,569 |
| 8º   | 76  | Germania (bandiera)  | Max Neukirchner    | Alstare Suzuki                 | Suzuki GSX-R 1000 | 1'32.808 | 1'32.543 | 52   | 1'32.767  | 1'32.767 | 1.274 | 172,497 |
| 9º   | 83  | Australia (bandiera) | Russell Holland    | D.F. Racing                    | Honda CBR1000RR   | 1'33.340 | 1'32.908 | 35   | 1'32.903  | 1'32.903 | 1.410 | 172,244 |
| 10º  | 55  | Francia (bandiera)   | Régis Laconi       | Kawasaki PSG-1 Corse           | Kawasaki ZX-10R   | 1'33.188 | 1'32.831 | 36   | 1'32.962  | 1'32.962 | 1.469 | 172,135 |
| 11º  | 111 | Spagna (bandiera)    | Rubén Xaus         | Sterilgarda Go Eleven          | Ducati 1098 RS 08 | 1'32.827 | 1'32.478 | 30   | 1'32.983  | 1'32.983 | 1.490 | 172,096 |
| 12º  | 31  | Australia (bandiera) | Karl Muggeridge    | D.F. Racing                    | Honda CBR1000RR   | 1'33.489 | 1'33.060 | 36   | 1'33.028  | 1'33.028 | 1.535 | 172,013 |
| 13º  | 44  | Italia (bandiera)    | Roberto Rolfo      | Hannspree Honda Althea         | Honda CBR1000RR   | 1'34.082 | 1'33.289 | 49   | 1'33.104  | 1'33.104 | 1.611 | 171,872 |
| 14º  | 36  | Spagna (bandiera)    | Gregorio Lavilla   | Ventaxia VK Honda              | Honda CBR1000RR   | 1'33.718 | 1'33.269 | 52   | 1'34.060  | 1'34.060 | 2.567 | 170,125 |
| 15º  | 94  | Spagna (bandiera)    | David Checa        | Yamaha France Ipone GMT 94     | Yamaha YZF-R1     | 1'34.050 | 1'33.237 | 51   | 1'34.166  | 1'34.166 | 2.673 | 169,934 |
| 16º  | 3   | Italia (bandiera)    | Max Biaggi         | Sterilgarda Go Eleven          | Ducati 1098 RS 08 | 1'32.827 | 1'32.565 | 56   |           | 1'32.565 |       | 172,873 |
| 17º  | 57  | Italia (bandiera)    | Lorenzo Lanzi      | R.G. Team                      | Ducati 1098 RS 08 | 1'34.419 | 1'33.416 | 39   |           | 1'33.416 |       | 171,298 |
| 18º  | 100 | Giappone (bandiera)  | Makoto Tamada      | Kawasaki PSG-1 Corse           | Kawasaki ZX-10R   | 1'34.491 | 1'33.460 | 41   |           | 1'33.460 |       | 171,218 |
| 19º  | 23  | Giappone (bandiera)  | Ryūichi Kiyonari   | Hannspree Ten Kate Honda       | Honda CBR1000RR   | 1'33.995 | 1'33.522 | 52   |           | 1'33.522 |       | 171,104 |
| 20º  | 194 | Francia (bandiera)   | Sébastien Gimbert  | Yamaha France Ipone GMT 94     | Yamaha YZF-R1     | 1'34.659 | 1'33.715 | 47   |           | 1'33.715 |       | 170,752 |
| 21º  | 54  | Turchia (bandiera)   | Kenan Sofuoğlu     | Hannspree Ten Kate Honda Jr.   | Honda CBR1000RR   | 1'34.171 | 1'33.728 | 49   |           | 1'33.728 |       | 170,728 |
| 22º  | 38  | Giappone (bandiera)  | Shin'ichi Nakatomi | YZF Yamaha                     | Yamaha YZF-R1     | 1'34.446 | 1'33.833 | 50   |           | 1'33.833 |       | 170,537 |
| 23º  | 13  | Italia (bandiera)    | Vittorio Iannuzzo  | Team Pedercini                 | Kawasaki ZX-10R   | 1'34.765 | 1'34.088 | 39   |           | 1'34.088 |       | 170,075 |
| 24º  | 88  | Giappone (bandiera)  | Shūhei Aoyama      | Alto Evolution Honda Superbike | Honda CBR1000RR   | 1'35.123 | 1'34.220 | 43   |           | 1'34.220 |       | 169,837 |
| 25º  | 86  | Italia (bandiera)    | Ayrton Badovini    | Team Pedercini                 | Kawasaki ZX-10R   | 1'35.946 | 1'34.291 | 40   |           | 1'34.291 |       | 169,709 |
| 26º  | 22  | Italia (bandiera)    | Luca Morelli       | Alto Evolution Honda Superbike | Honda CBR1000RR   | 1'35.498 | 1'34.345 | 50   |           | 1'34.345 |       | 169,612 |
| 27º  | 77  | Francia (bandiera)   | Loic Napoleone     | Grillini PBR                   | Yamaha YZF-R1     | 1'39.400 | 1'38.220 | 24   |           | 1'38.220 |       | 162,920 |

### Gara 1
fonte:
Al via della gara, l'autore della pole position prende subito le redini della corsa, ma un incidente tra Fabrizio e Iannuzzo (che riporta la frattura del braccio) costringe il direttore di corsa a bloccare la gara per prestare i soccorsi al pilota del team Ducati ufficiale ed al pilota del Team Pedercini.
Al secondo via Bayliss si ripete, ed allunga deciso sul gruppo, mentre alle sue spalle rinviene rapidamente un Biaggi in rimonta dalla sedicesima posizione.
L'australiano si accontenta di gestire il vantaggio sul romano che sta forzando per tentare il riaggancio al leader, ma il pilota del team Borciani scivola qualche tornata più tardi, lasciando Bayliss da solo al comando che gestisce il vantaggio su Corser e sulla coppia Fabrizio-Xaus.

#### Arrivati al traguardo
| Pos. | Nº  | Naz.                 | Pilota             | Squadra                        | Motocicletta      | Giri | Tempo     | Giro veloce | Velocità | Punti |
| ---- | --- | -------------------- | ------------------ | ------------------------------ | ----------------- | ---- | --------- | ----------- | -------- | ----- |
| 1º   | 21  | Australia (bandiera) | Troy Bayliss       | Ducati Xerox                   | Ducati 1098 F08   | 22   |           | 1'32.516    | 305,4    | 25    |
| 2º   | 11  | Australia (bandiera) | Troy Corser        | Yamaha Motor Italia WSB        | Yamaha YZF-R1     | 22   | +4.221    | 1'32.772    | 314,3    | 20    |
| 3º   | 84  | Italia (bandiera)    | Michel Fabrizio    | Ducati Xerox                   | Ducati 1098 F08   | 22   | +4.738    | 1'32.640    | 308,9    | 16    |
| 4º   | 111 | Spagna (bandiera)    | Rubén Xaus         | Sterilgarda Go Eleven          | Ducati 1098 RS 08 | 22   | +5.171    | 1'33.129    | 307,1    | 13    |
| 5º   | 10  | Spagna (bandiera)    | Fonsi Nieto        | Suzuki Alstare                 | Suzuki GSX-R 1000 | 22   | +5.543    | 1'33.077    | 308,9    | 11    |
| 6º   | 7   | Spagna (bandiera)    | Carlos Checa       | Hannspree Ten Kate Honda       | Honda CBR1000RR   | 22   | +5.895    | 1'32.749    | 311,6    | 10    |
| 7º   | 76  | Germania (bandiera)  | Max Neukirchner    | Alstare Suzuki                 | Suzuki GSX-R 1000 | 22   | +5.964    | 1'32.773    | 313,4    | 9     |
| 8º   | 41  | Giappone (bandiera)  | Noriyuki Haga      | Yamaha Motor Italia WSB        | Yamaha YZF-R1     | 22   | +14.826   | 1'32.964    | 312,5    | 8     |
| 9º   | 23  | Giappone (bandiera)  | Ryūichi Kiyonari   | Hannspree Ten Kate Honda       | Honda CBR1000RR   | 22   | +18.899   | 1'33.366    | 308,0    | 7     |
| 10º  | 44  | Italia (bandiera)    | Roberto Rolfo      | Hannspree Honda Althea         | Honda CBR1000RR   | 22   | +20.633   | 1'33.304    | 309,8    | 6     |
| 11º  | 36  | Spagna (bandiera)    | Gregorio Lavilla   | Ventaxia VK Honda              | Honda CBR1000RR   | 22   | +21.601   | 1'33.513    | 302,8    | 5     |
| 12º  | 31  | Australia (bandiera) | Karl Muggeridge    | D.F. Racing                    | Honda CBR1000RR   | 22   | +29.281   | 1'33.978    | 305,4    | 4     |
| 13º  | 57  | Italia (bandiera)    | Lorenzo Lanzi      | R.G. Team                      | Ducati 1098 RS 08 | 22   | +29.500   | 1'34.251    | 301,1    | 3     |
| 14º  | 54  | Turchia (bandiera)   | Kenan Sofuoğlu     | Hannspree Ten Kate Honda Jr.   | Honda CBR1000RR   | 22   | +30.030   | 1'33.783    | 313,4    | 2     |
| 15º  | 38  | Giappone (bandiera)  | Shin'ichi Nakatomi | YZF Yamaha                     | Yamaha YZF-R1     | 22   | +30.223   | 1'34.261    | 304,5    | 1     |
| 16º  | 194 | Francia (bandiera)   | Sébastien Gimbert  | Yamaha France Ipone GMT 94     | Yamaha YZF-R1     | 22   | +30.800   | 1'34.330    | 302,0    |       |
| 17º  | 83  | Australia (bandiera) | Russell Holland    | D.F. Racing                    | Honda CBR1000RR   | 22   | +50.107   | 1'34.533    | 302,8    |       |
| 18º  | 88  | Giappone (bandiera)  | Shūhei Aoyama      | Alto Evolution Honda Superbike | Honda CBR1000RR   | 22   | +1'07.385 | 1'35.349    | 307,1    |       |

#### Ritirati
| Nº  | Naz.                 | Pilota          | Squadra                      | Motocicletta      | Giri | Giro veloce | Velocità |
| --- | -------------------- | --------------- | ---------------------------- | ----------------- | ---- | ----------- | -------- |
| 3   | Italia (bandiera)    | Max Biaggi      | Sterilgarda Go Eleven        | Ducati 1098 RS 08 | 15   | 1'32.517    | 310,7    |
| 100 | Giappone (bandiera)  | Makoto Tamada   | Kawasaki PSG-1 Corse         | Kawasaki ZX-10R   | 12   | 1'34.510    | 308,0    |
| 86  | Italia (bandiera)    | Ayrton Badovini | Team Pedercini               | Kawasaki ZX-10R   | 9    | 1'35.033    | 297,8    |
| 77  | Francia (bandiera)   | Loic Napoleone  | Grillini PBR                 | Yamaha YZF-R1     | 7    | 1'37.806    | 286,0    |
| 55  | Francia (bandiera)   | Régis Laconi    | Kawasaki PSG-1 Corse         | Kawasaki ZX-10R   | 6    | 1'33.193    | 311,6    |
| 96  | Rep. Ceca (bandiera) | Jakub Smrž      | Guandalini Racing by Grifo's | Ducati 1098 RS 08 | 2    | 1'33.776    | 310,7    |
| 94  | Spagna (bandiera)    | David Checa     | Yamaha France Ipone GMT 94   | Yamaha YZF-R1     | 0    |             |          |

#### Non partiti
| Nº | Naz.              | Pilota            | Squadra                        | Motocicletta    |
| -- | ----------------- | ----------------- | ------------------------------ | --------------- |
| 22 | Italia (bandiera) | Luca Morelli      | Alto Evolution Honda Superbike | Honda CBR1000RR |
| 13 | Italia (bandiera) | Vittorio Iannuzzo | Team Pedercini                 | Kawasaki ZX-10R |

### Gara 2
fonte:
Il via di gara2 è caratterizzato dalla partenza anticipata di alcuni piloti tra cui Corser che in virtù di ciò prende la leadership, mentre Bayliss si mantiene tranquillo dietro al compatriota in attesa dell'inevitabile penalità.
Dopo poche tornate Corser rovina a terra lasciando strada libera a Bayliss che ora comanda, davanti a Nieto e Biaggi, ed inizia a forzare il ritmo per cercare di allungare sugli inseguitori.
Il romano vorrebbe impedire una nuova fuga del pilota di casa e cerca immediatamente il sorpasso sull'iberico, ma sbaglia ancora una volta e finisce a terra alla curva uno, rischiando addirittura di rimanere investito dalla propria moto che fortunatamente lo sfiora soltanto.
Bayliss vince così la gara davanti al suo pubblico, seguito da Checa e dallo spagnolo Nieto che così diventa il più diretto inseguitore di Bayliss nel mondiale.

#### Arrivati al traguardo
| Pos. | Nº  | Naz.                 | Pilota             | Squadra                      | Motocicletta      | Giri | Tempo     | Giro veloce | Velocità | Punti |
| ---- | --- | -------------------- | ------------------ | ---------------------------- | ----------------- | ---- | --------- | ----------- | -------- | ----- |
| 1º   | 21  | Australia (bandiera) | Troy Bayliss       | Ducati Xerox                 | Ducati 1098 F08   | 22   |           | 1'33.714    | 298,6    | 25    |
| 2º   | 7   | Spagna (bandiera)    | Carlos Checa       | Hannspree Ten Kate Honda     | Honda CBR1000RR   | 22   | +1.127    | 1'33.699    | 298,6    | 20    |
| 3º   | 10  | Spagna (bandiera)    | Fonsi Nieto        | Suzuki Alstare               | Suzuki GSX-R 1000 | 22   | +4.395    | 1'33.681    | 301,1    | 16    |
| 4º   | 111 | Spagna (bandiera)    | Rubén Xaus         | Sterilgarda Go Eleven        | Ducati 1098 RS 08 | 22   | +6.621    | 1'33.640    | 299,5    | 13    |
| 5º   | 76  | Germania (bandiera)  | Max Neukirchner    | Alstare Suzuki               | Suzuki GSX-R 1000 | 22   | +11.550   | 1'34.149    | 310,7    | 11    |
| 6º   | 23  | Giappone (bandiera)  | Ryūichi Kiyonari   | Hannspree Ten Kate Honda     | Honda CBR1000RR   | 22   | +11.620   | 1'33.826    | 301,1    | 10    |
| 7º   | 41  | Giappone (bandiera)  | Noriyuki Haga      | Yamaha Motor Italia WSB      | Yamaha YZF-R1     | 22   | +12.049   | 1'33.928    | 302,0    | 9     |
| 8º   | 36  | Spagna (bandiera)    | Gregorio Lavilla   | Ventaxia VK Honda            | Honda CBR1000RR   | 22   | +12.134   | 1'33.931    | 304,5    | 8     |
| 9º   | 83  | Australia (bandiera) | Russell Holland    | D.F. Racing                  | Honda CBR1000RR   | 22   | +13.462   | 1'33.980    | 307,1    | 7     |
| 10º  | 31  | Australia (bandiera) | Karl Muggeridge    | D.F. Racing                  | Honda CBR1000RR   | 22   | +15.519   | 1'33.965    | 302,8    | 6     |
| 11º  | 54  | Turchia (bandiera)   | Kenan Sofuoğlu     | Hannspree Ten Kate Honda Jr. | Honda CBR1000RR   | 22   | +16.225   | 1'34.016    | 312,5    | 5     |
| 12º  | 94  | Spagna (bandiera)    | David Checa        | Yamaha France Ipone GMT 94   | Yamaha YZF-R1     | 22   | +21.959   | 1'34.214    | 300,3    | 4     |
| 13º  | 194 | Francia (bandiera)   | Sébastien Gimbert  | Yamaha France Ipone GMT 94   | Yamaha YZF-R1     | 22   | +21.989   | 1'34.201    | 297,8    | 3     |
| 14º  | 100 | Giappone (bandiera)  | Makoto Tamada      | Kawasaki PSG-1 Corse         | Kawasaki ZX-10R   | 22   | +29.106   | 1'34.370    | 297,8    | 2     |
| 15º  | 38  | Giappone (bandiera)  | Shin'ichi Nakatomi | YZF Yamaha                   | Yamaha YZF-R1     | 22   | +29.219   | 1'34.560    | 295,4    | 1     |
| 16º  | 44  | Italia (bandiera)    | Roberto Rolfo      | Hannspree Honda Althea       | Honda CBR1000RR   | 22   | +32.994   | 1'33.904    | 308,0    |       |
| 17º  | 55  | Francia (bandiera)   | Régis Laconi       | Kawasaki PSG-1 Corse         | Kawasaki ZX-10R   | 22   | +34.380   | 1'33.741    | 302,8    |       |
| 18º  | 96  | Rep. Ceca (bandiera) | Jakub Smrž         | Guandalini Racing by Grifo's | Ducati 1098 RS 08 | 22   | +42.537   | 1'34.026    | 302,0    |       |
| 19º  | 84  | Italia (bandiera)    | Michel Fabrizio    | Ducati Xerox                 | Ducati 1098 F08   | 22   | +46.623   | 1'33.789    | 302,8    |       |
| 20º  | 57  | Italia (bandiera)    | Lorenzo Lanzi      | R.G. Team                    | Ducati 1098 RS 08 | 22   | +47.030   | 1'34.762    | 295,4    |       |
| 21º  | 86  | Italia (bandiera)    | Ayrton Badovini    | Team Pedercini               | Kawasaki ZX-10R   | 22   | +1'08.601 | 1'35.202    | 298,6    |       |

#### Ritirati
| Nº | Naz.                 | Pilota         | Squadra                        | Motocicletta      | Giri | Giro veloce | Velocità |
| -- | -------------------- | -------------- | ------------------------------ | ----------------- | ---- | ----------- | -------- |
| 3  | Italia (bandiera)    | Max Biaggi     | Sterilgarda Go Eleven          | Ducati 1098 RS 08 | 6    | 1'33.477    | 305,4    |
| 11 | Australia (bandiera) | Troy Corser    | Yamaha Motor Italia WSB        | Yamaha YZF-R1     | 4    | 1'33.706    | 305,4    |
| 88 | Giappone (bandiera)  | Shūhei Aoyama  | Alto Evolution Honda Superbike | Honda CBR1000RR   | 3    | 1'36.543    | 289,8    |
| 77 | Francia (bandiera)   | Loic Napoleone | Grillini PBR                   | Yamaha YZF-R1     | 3    | 1'37.903    | 283,0    |

## Supersport
Le classifiche del Campionato mondiale Supersport sono le seguenti:

### Qualifiche
fonte:
| Pos. | Nº  | Naz.                   | Pilota               | Squadra                           | Motocicletta    | Sess. 1  | Sess. 2  | Tempo    | Gap   | Avg     | Giri |
| ---- | --- | ---------------------- | -------------------- | --------------------------------- | --------------- | -------- | -------- | -------- | ----- | ------- | ---- |
| 1º   | 88  | Australia (bandiera)   | Andrew Pitt          | Hannspree Ten Kate Honda          | Honda CBR600RR  | 1'35.426 | 1'34.592 | 1'34.592 |       | 169,169 | 33   |
| 2º   | 25  | Australia (bandiera)   | Joshua Brookes       | Hannspree Stiggy Motorsport Honda | Honda CBR600RR  | 1'35.788 | 1'34.890 | 1'34.890 | 0.298 | 168,637 | 37   |
| 3º   | 23  | Australia (bandiera)   | Broc Parkes          | Yamaha World Supersport           | Yamaha YZF-R6   | 1'35.506 | 1'35.059 | 1'35.059 | 0.467 | 168,338 | 33   |
| 4º   | 99  | Francia (bandiera)     | Fabien Foret         | Yamaha World Supersport           | Yamaha YZF-R6   | 1'35.674 | 1'35.195 | 1'35.195 | 0.603 | 168,097 | 27   |
| 5º   | 65  | Regno Unito (bandiera) | Jonathan Rea         | Hannspree Ten Kate Honda          | Honda CBR600RR  | 1'36.392 | 1'35.216 | 1'35.216 | 0.624 | 168,060 | 38   |
| 6º   | 127 | Danimarca (bandiera)   | Robbin Harms         | Hannspree Stiggy Motorsport Honda | Honda CBR600RR  | 1'36.941 | 1'35.241 | 1'35.241 | 0.649 | 168,016 | 37   |
| 7º   | 26  | Spagna (bandiera)      | Joan Lascorz         | Glaner Motocard.com               | Honda CBR600RR  | 1'36.501 | 1'35.500 | 1'35.500 | 0.908 | 167,560 | 37   |
| 8º   | 47  | Italia (bandiera)      | Ivan Clementi        | Triumph Italia BE1 Racing         | Triumph 675     | 1'35.920 | 1'35.541 | 1'35.541 | 0.949 | 167,488 | 28   |
| 9º   | 105 | Italia (bandiera)      | Gianluca Vizziello   | Berry Racing                      | Honda CBR600RR  | 1'35.808 | 1'35.625 | 1'35.625 | 1.033 | 167,341 | 42   |
| 10º  | 69  | Italia (bandiera)      | Gianluca Nannelli    | Hannspree Honda Althea            | Honda CBR600RR  | 1'36.565 | 1'35.636 | 1'35.636 | 1.044 | 167,322 | 37   |
| 11º  | 44  | Spagna (bandiera)      | David Salom          | Yamaha Spain                      | Yamaha YZF-R6   | 1'36.581 | 1'35.730 | 1'35.730 | 1.138 | 167,158 | 35   |
| 12º  | 18  | Regno Unito (bandiera) | Craig Jones          | Parkalgar Racing                  | Honda CBR600RR  | 1'37.340 | 1'35.985 | 1'35.985 | 1.393 | 166,714 | 39   |
| 13º  | 8   | Australia (bandiera)   | Mark Aitchison       | Triumph Italia BE1 Racing         | Triumph 675     | 1'38.678 | 1'36.101 | 1'36.101 | 1.509 | 166,512 | 31   |
| 14º  | 55  | Italia (bandiera)      | Massimo Roccoli      | Yamaha Lorenzini By Leoni         | Yamaha YZF-R6   | 1'37.152 | 1'36.135 | 1'36.135 | 1.543 | 166,453 | 35   |
| 15º  | 21  | Giappone (bandiera)    | Katsuaki Fujiwara    | Kawasaki Gil Motor Sport          | Kawasaki ZX-6R  | 1'37.680 | 1'36.148 | 1'36.148 | 1.556 | 166,431 | 31   |
| 16º  | 9   | Regno Unito (bandiera) | Chris Walker         | Kawasaki Gil Motor Sport          | Kawasaki ZX-6R  | 1'37.028 | 1'36.267 | 1'36.267 | 1.675 | 166,225 | 36   |
| 17º  | 24  | Australia (bandiera)   | Garry McCoy          | Triumph - SC                      | Triumph 675     | 1'36.577 | 1'36.354 | 1'36.354 | 1.762 | 166,075 | 30   |
| 18º  | 83  | Belgio (bandiera)      | Didier Van Keymeulen | RES Software Hoegee Suzuki        | Suzuki GSX-R600 | 1'37.069 | 1'36.363 | 1'36.363 | 1.771 | 166,060 | 35   |
| 19º  | 61  | Italia (bandiera)      | Andrea Antonelli     | Hannspree Honda Althea            | Honda CBR600RR  | 1'37.899 | 1'36.449 | 1'36.449 | 1.857 | 165,912 | 39   |
| 20º  | 81  | Regno Unito (bandiera) | Graeme Gowland       | Benjan Racing                     | Honda CBR600RR  | 1'38.551 | 1'36.457 | 1'36.457 | 1.865 | 165,898 | 45   |
| 21º  | 77  | Paesi Bassi (bandiera) | Barry Veneman        | RES Software Hoegee Suzuki        | Suzuki GSX-R600 | 1'37.146 | 1'36.517 | 1'36.517 | 1.925 | 165,795 | 39   |
| 22º  | 14  | Francia (bandiera)     | Matthieu Lagrive     | Intermoto Czech                   | Honda CBR600RR  | 1'36.689 | 1'36.529 | 1'36.529 | 1.937 | 165,774 | 32   |
| 23º  | 38  | Francia (bandiera)     | Grégory Leblanc      | CRS Grand Prix                    | Honda CBR600RR  | 1'37.294 | 1'36.643 | 1'36.643 | 2.051 | 165,578 | 34   |
| 24º  | 31  | Finlandia (bandiera)   | Vesa Kallio          | Benjan Racing                     | Honda CBR600RR  | 1'38.143 | 1'37.071 | 1'37.071 | 2.479 | 164,848 | 36   |
| 25º  | 32  | Italia (bandiera)      | Mirko Giansanti      | Berry Racing                      | Honda CBR600RR  | 1'37.586 | 1'37.268 | 1'37.268 | 2.676 | 164,515 | 38   |
| 26º  | 199 | Italia (bandiera)      | Danilo Dell'Omo      | HP Racing                         | Honda CBR600RR  | 1'39.276 | 1'37.290 | 1'37.290 | 2.698 | 164,477 | 40   |
| 27º  | 57  | Italia (bandiera)      | Ilario Dionisi       | Triumph - SC                      | Triumph 675     | 1'43.106 | 1'37.362 | 1'37.362 | 2.770 | 164,356 | 23   |
| 28º  | 4   | Italia (bandiera)      | Lorenzo Alfonsi      | Team PMS                          | Kawasaki ZX-6R  | 1'38.077 | 1'37.422 | 1'37.422 | 2.830 | 164,254 | 28   |
| 29º  | 17  | Portogallo (bandiera)  | Miguel Praia         | Parkalgar Racing                  | Honda CBR600RR  | 1'38.785 | 1'37.432 | 1'37.432 | 2.840 | 164,238 | 40   |
| 30º  | 37  | San Marino (bandiera)  | William De Angelis   | Intermoto Czech                   | Honda CBR600RR  | 1'38.536 | 1'37.489 | 1'37.489 | 2.897 | 164,142 | 35   |
| 31º  | 75  | Slovenia (bandiera)    | Luka Nedog           | CRS Grand Prix                    | Honda CBR600RR  | 1'40.310 | 1'38.214 | 1'38.214 | 3.622 | 162,930 | 37   |
| 32º  | 15  | Ungheria (bandiera)    | Gergo Talmacsi       | Factory Racing                    | Honda CBR600RR  | 1'39.600 | 1'38.260 | 1'38.260 | 3.668 | 162,854 | 41   |
| 33º  | 51  | Spagna (bandiera)      | Santiago Barragán    | Glaner Motocard.com               | Honda CBR600RR  | 1'39.333 | 1'38.284 | 1'38.284 | 3.692 | 162,814 | 31   |
| 34º  | 121 | Francia (bandiera)     | Arnaud Vincent       | Gil Motor Sport - Solution F      | Kawasaki ZX-6R  | 1'39.180 | 1'38.300 | 1'38.300 | 3.708 | 162,787 | 29   |
| 35º  | 72  | Ungheria (bandiera)    | Attila Magda         | Factory Racing                    | Honda CBR600RR  | 1'40.222 | 1'39.037 | 1'39.037 | 4.445 | 161,576 | 41   |
| 36º  | 888 | Spagna (bandiera)      | Josep Pedro Subirats | Yamaha Spain                      | Yamaha YZF-R6   | 1'42.189 | 1'40.622 | 1'40.622 | 6.030 | 159,031 | 24   |

### Gara
fonte:

#### Arrivati al traguardo
| Pos. | Nº  | Naz.                   | Pilota               | Squadra                           | Motocicletta    | Giri | Tempo     | Giro veloce | Velocità | Punti |
| ---- | --- | ---------------------- | -------------------- | --------------------------------- | --------------- | ---- | --------- | ----------- | -------- | ----- |
| 1º   | 88  | Australia (bandiera)   | Andrew Pitt          | Hannspree Ten Kate Honda          | Honda CBR600RR  | 21   |           | 1'35.675    | 278,6    | 25    |
| 2º   | 25  | Australia (bandiera)   | Joshua Brookes       | Hannspree Stiggy Motorsport Honda | Honda CBR600RR  | 21   | +0.062    | 1'35.774    | 276,5    | 20    |
| 3º   | 127 | Danimarca (bandiera)   | Robbin Harms         | Hannspree Stiggy Motorsport Honda | Honda CBR600RR  | 21   | +0.597    | 1'35.429    | 277,9    | 16    |
| 4º   | 99  | Francia (bandiera)     | Fabien Foret         | Yamaha World Supersport           | Yamaha YZF-R6   | 21   | +0.780    | 1'35.579    | 283,0    | 13    |
| 5º   | 65  | Regno Unito (bandiera) | Jonathan Rea         | Hannspree Ten Kate Honda          | Honda CBR600RR  | 21   | +0.976    | 1'36.034    | 279,3    | 11    |
| 6º   | 24  | Australia (bandiera)   | Garry McCoy          | Triumph - SC                      | Triumph 675     | 21   | +1.228    | 1'35.882    | 284,5    | 10    |
| 7º   | 26  | Spagna (bandiera)      | Joan Lascorz         | Glaner Motocard.com               | Honda CBR600RR  | 21   | +6.590    | 1'36.068    | 270,9    | 9     |
| 8º   | 105 | Italia (bandiera)      | Gianluca Vizziello   | Berry Racing                      | Honda CBR600RR  | 21   | +10.266   | 1'36.273    | 277,2    | 8     |
| 9º   | 55  | Italia (bandiera)      | Massimo Roccoli      | Yamaha Lorenzini By Leoni         | Yamaha YZF-R6   | 21   | +10.594   | 1'36.031    | 277,9    | 7     |
| 10º  | 69  | Italia (bandiera)      | Gianluca Nannelli    | Hannspree Honda Althea            | Honda CBR600RR  | 21   | +10.991   | 1'35.831    | 280,8    | 6     |
| 11º  | 47  | Italia (bandiera)      | Ivan Clementi        | Triumph Italia BE1 Racing         | Triumph 675     | 21   | +16.068   | 1'36.683    | 277,9    | 5     |
| 12º  | 8   | Australia (bandiera)   | Mark Aitchison       | Triumph Italia BE1 Racing         | Triumph 675     | 21   | +16.245   | 1'36.331    | 274,4    | 4     |
| 13º  | 81  | Regno Unito (bandiera) | Graeme Gowland       | Benjan Racing                     | Honda CBR600RR  | 21   | +16.355   | 1'36.425    | 277,9    | 3     |
| 14º  | 9   | Regno Unito (bandiera) | Chris Walker         | Kawasaki Gil Motor Sport          | Kawasaki ZX-6R  | 21   | +16.526   | 1'36.685    | 281,5    | 2     |
| 15º  | 31  | Finlandia (bandiera)   | Vesa Kallio          | Benjan Racing                     | Honda CBR600RR  | 21   | +17.270   | 1'36.626    | 277,9    | 1     |
| 16º  | 18  | Regno Unito (bandiera) | Craig Jones          | Parkalgar Racing                  | Honda CBR600RR  | 21   | +17.480   | 1'36.137    | 277,9    |       |
| 17º  | 14  | Francia (bandiera)     | Matthieu Lagrive     | Intermoto Czech                   | Honda CBR600RR  | 21   | +20.948   | 1'36.608    | 277,9    |       |
| 18º  | 44  | Spagna (bandiera)      | David Salom          | Yamaha Spain                      | Yamaha YZF-R6   | 21   | +36.396   | 1'36.822    | 288,3    |       |
| 19º  | 4   | Italia (bandiera)      | Lorenzo Alfonsi      | Team PMS                          | Kawasaki ZX-6R  | 21   | +45.078   | 1'37.616    | 283,7    |       |
| 20º  | 77  | Paesi Bassi (bandiera) | Barry Veneman        | RES Software Hoegee Suzuki        | Suzuki GSX-R600 | 21   | +46.640   | 1'36.226    | 277,2    |       |
| 21º  | 17  | Portogallo (bandiera)  | Miguel Praia         | Parkalgar Racing                  | Honda CBR600RR  | 21   | +52.165   | 1'37.812    | 279,3    |       |
| 22º  | 121 | Francia (bandiera)     | Arnaud Vincent       | Gil Motor Sport - Solution F      | Kawasaki ZX-6R  | 21   | +57.732   | 1'38.435    | 275,1    |       |
| 23º  | 199 | Italia (bandiera)      | Danilo Dell'Omo      | HP Racing                         | Honda CBR600RR  | 21   | +57.879   | 1'38.458    | 268,9    |       |
| 24º  | 15  | Ungheria (bandiera)    | Gergo Talmacsi       | Factory Racing                    | Honda CBR600RR  | 21   | +58.409   | 1'38.446    | 275,8    |       |
| 25º  | 38  | Francia (bandiera)     | Grégory Leblanc      | CRS Grand Prix                    | Honda CBR600RR  | 21   | +1'04.267 | 1'36.574    | 276,5    |       |
| 26º  | 75  | Slovenia (bandiera)    | Luka Nedog           | CRS Grand Prix                    | Honda CBR600RR  | 21   | +1'07.943 | 1'38.231    | 272,3    |       |
| 27º  | 72  | Ungheria (bandiera)    | Attila Magda         | Factory Racing                    | Honda CBR600RR  | 21   | +1'08.158 | 1'37.967    | 275,1    |       |
| 28º  | 32  | Italia (bandiera)      | Mirko Giansanti      | Berry Racing                      | Honda CBR600RR  | 21   | +1'23.152 | 1'38.329    | 275,8    |       |
| 29º  | 888 | Spagna (bandiera)      | Josep Pedro Subirats | Yamaha Spain                      | Yamaha YZF-R6   | 20   | +1 giro   | 1'39.551    | 281,5    |       |
| 30º  | 51  | Spagna (bandiera)      | Santiago Barragán    | Glaner Motocard.com               | Honda CBR600RR  | 18   | +3 giri   | 1'38.996    | 272,3    |       |

#### Ritirati
| Nº | Naz.                  | Pilota             | Squadra                  | Motocicletta   | Giri | Giro veloce | Velocità |
| -- | --------------------- | ------------------ | ------------------------ | -------------- | ---- | ----------- | -------- |
| 57 | Italia (bandiera)     | Ilario Dionisi     | Triumph - SC             | Triumph 675    | 7    | 1'37.006    | 274,4    |
| 37 | San Marino (bandiera) | William De Angelis | Intermoto Czech          | Honda CBR600RR | 6    | 1'38.422    | 276,5    |
| 21 | Giappone (bandiera)   | Katsuaki Fujiwara  | Kawasaki Gil Motor Sport | Kawasaki ZX-6R | 2    | 1'38.005    | 277,2    |
| 23 | Australia (bandiera)  | Broc Parkes        | Yamaha World Supersport  | Yamaha YZF-R6  | 2    | 2'06.059    | 273,7    |
| 61 | Italia (bandiera)     | Andrea Antonelli   | Hannspree Honda Althea   | Honda CBR600RR | 1    |             | 273,0    |